# Bankovci (Izdenc)
Bankovci falu Horvátországban Verőce-Drávamente megyében. Közigazgatásilag Izdenchez tartozik.

## Fekvése
Verőcétől légvonalban 53, közúton 61 km-re délkeletre, községközpontjától 2 km-re délkeletre, Szlavónia középső részén, a Drávamenti-síkságon, Izdenc és Feričanci között, a Ribnjak-patak partján fekszik.

## Története
A település feltehetően a 16. században török uralom idején keletkezett Boszniából érkezett katolikus vallású sokácok betelepítésével, akik a környező földeket művelték meg. 1564-ben „Bankowcze” néven a raholcai uradalomhoz tartozó települések között említik. Szlavónia területével együtt az 1683 és 1699 közötti háború során szabadult fel a török uralom alól. 1722-ben III. Károly király a raholcai uradalommal együtt gróf Cordua d' Alagon Gáspár császári tábornoknak adományozta. 1730-ban Pejácsevich Antal, Miklós és Márk vásárolták meg tőle, majd 1742-ben a raholcai uradalommal együtt a Mihalovics családnak adták el.
Az első katonai felmérés térképén „Dorf Bankovcze” néven találjuk. Lipszky János 1808-ban Budán kiadott repertóriumában „Bankovcze” néven szerepel. Nagy Lajos 1829-ben kiadott művében „Bankovcze” néven 38 házzal, 213 katolikus vallású lakossal találjuk. 1857-ben 247, 1910-ben 532 lakosa volt. 1910-ben a népszámlálás adatai szerint lakosságának 46%-a horvát, 36%-a magyar, 16%-a német anyanyelvű volt. Verőce vármegye Nekcsei járásának része volt. Az első világháború után 1918-ban az új szerb-horvát-szlovén állam, majd később (1929-ben) Jugoszlávia része lett. 1991-ben lakosságának 81%-a horvát, 10%-a szerb nemzetiségű volt. 2011-ben 124 lakosa volt.

## Lakossága
| Lakosság változása | Lakosság változása | Lakosság változása | Lakosság változása | Lakosság változása | Lakosság változása | Lakosság változása | Lakosság változása | Lakosság változása | Lakosság változása | Lakosság változása | Lakosság változása | Lakosság változása | Lakosság változása | Lakosság változása | Lakosság változása |
| ------------------ | ------------------ | ------------------ | ------------------ | ------------------ | ------------------ | ------------------ | ------------------ | ------------------ | ------------------ | ------------------ | ------------------ | ------------------ | ------------------ | ------------------ | ------------------ |
| 1857               | 1869               | 1880               | 1890               | 1900               | 1910               | 1921               | 1931               | 1948               | 1953               | 1961               | 1971               | 1981               | 1991               | 2001               | 2011               |
| 247                | 267                | 306                | 444                | 462                | 532                | 543                | 478                | 434                | 429                | 394                | 339                | 241                | 242                | 167                | 124                |